# Canarium ovatum

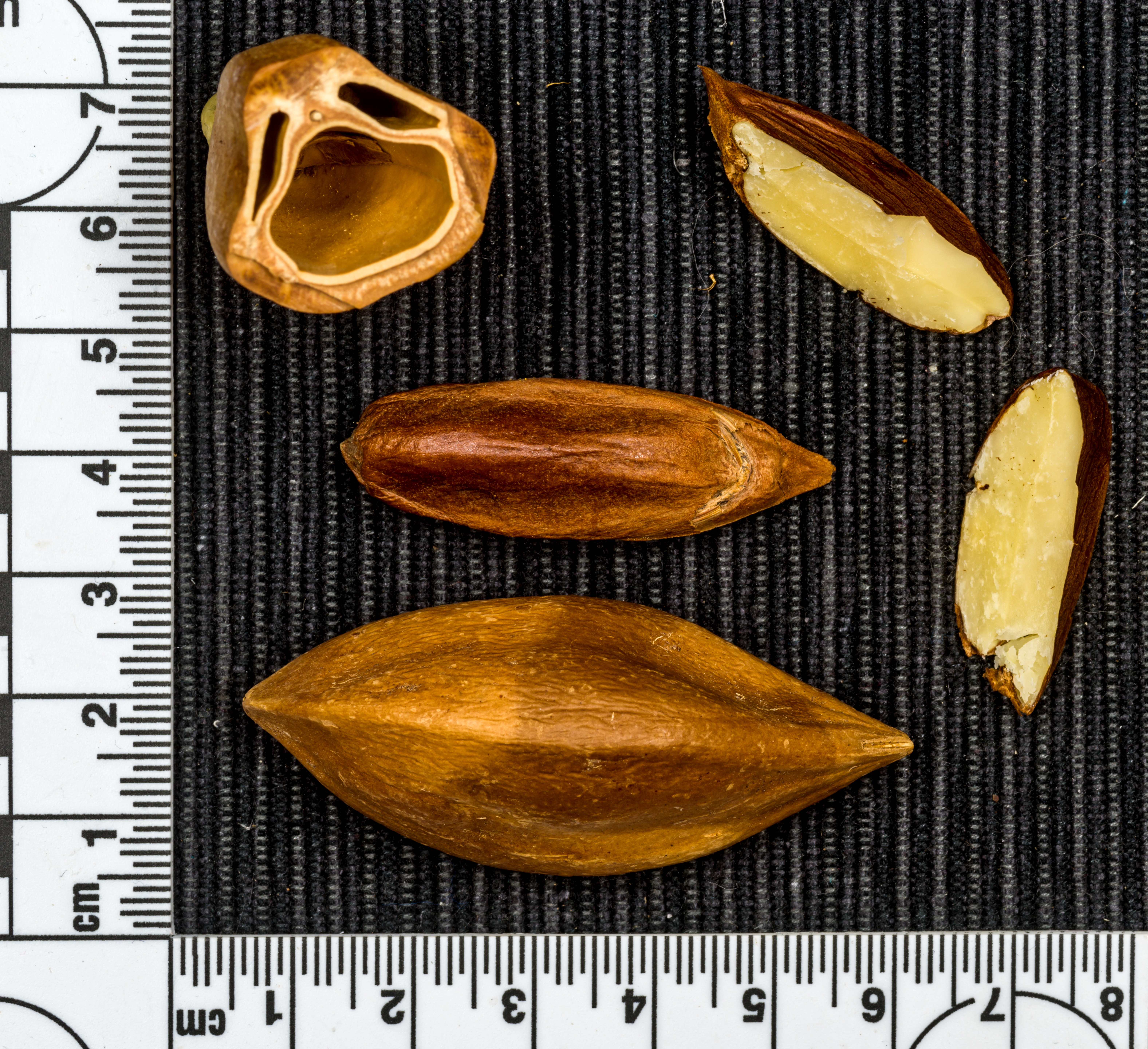
Steinkern und Kern mit Querschnitten

Canarium ovatum oder der Pilinussbaum, ist eine Pflanzenart aus der Gattung Canarium innerhalb der Familie der Balsambaumgewächse (Burseraceae). Sie liefert eine essbare Frucht Kedongdong, englisch Pili nut, deutsch Pilinuss. Die ursprüngliche Heimat liegt auf den Philippinen, aber diese Art wird auch noch an anderen Orten in den Tropen angebaut.
Ähnliche Früchte und „Nüsse“ liefert Canarium indicum (Kanarinuss) und Canarium luzonicum; ebenfalls als Pili.

## Beschreibung

### Erscheinungsbild und Blatt
Canarium ovatum wächst als immergrüner Baum und erreicht Wuchshöhen von bis zu etwa 20 Metern und Stammdurchmesser von etwa 50 Zentimeter. Er besitzt ein harziges Holz und ist widerstandsfähig gegen Wind. Er bildet eine symmetrische Baumkrone. Der Baum führt ein Harz, Elemi.
Die wechselständig und spiralig an den Zweigen angeordneten Laubblätter sind etwa 40 Zentimeter lang und unpaarig gefiedert. Die fünf bis neun glänzenden Fiederblättchen sind mit einer Länge von 4 bis 24 Zentimetern und einer Breite von 2 bis 12 Zentimetern eiförmig bis elliptisch, steif und ledrig, mit glattem Rand, sowie mit teils ungleichseitiger, gerundeter bis fast herzförmiger Basis. Die Spitze ist zugespitzt oder bespitzt bis geschwänzt, die gefiederte, hellgrüne Nervatur hat acht bis zwölf Paare von Seitennerven. Die Nebenblätter haften lange, sie sind dreieckig bis zungenförmig und 5 bis 20 Millimeter lang bei einer Breite von 3 bis 10 Millimetern.

### Blütenstand, Blüte und Blütenökologie

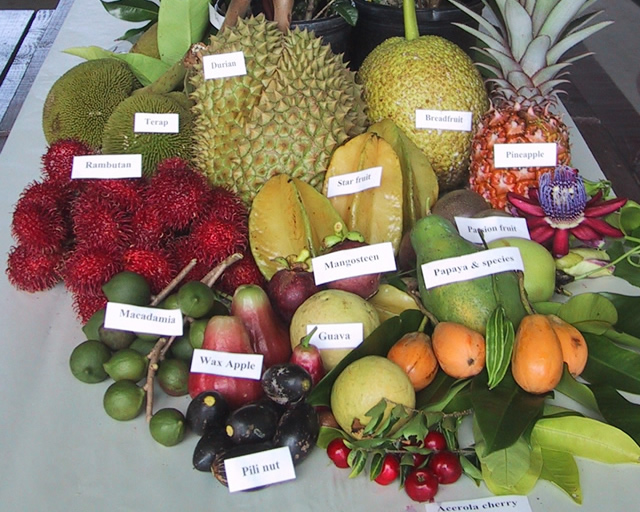
Tropische Früchte; Früchte von Canarium ovatum sind vorne links

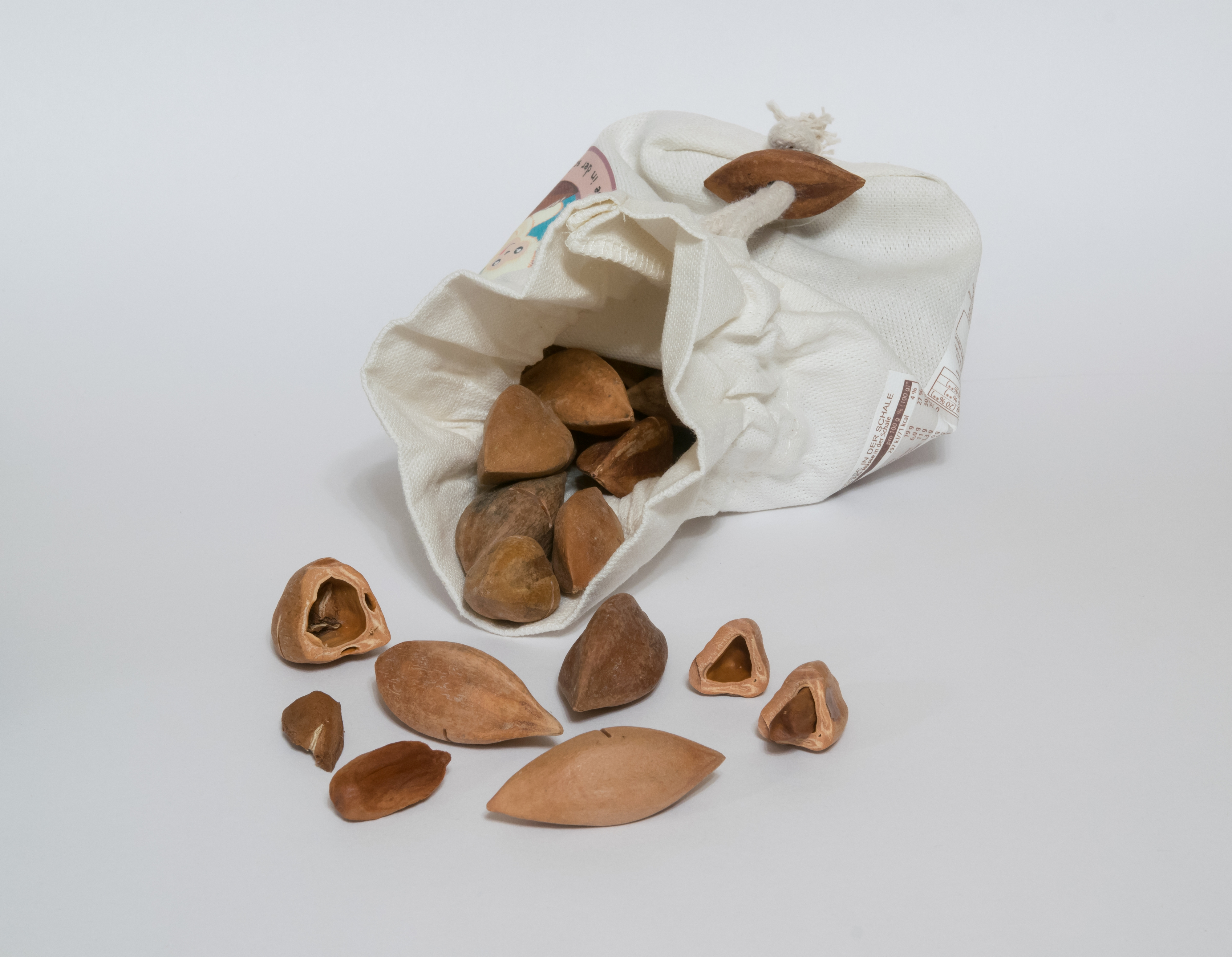
Beutel mit zum Knacken an den drei Kanten quer angesägten Pili-Nüssen (aufgebrochen mit einem kleinen Stahlhebel). Traditionell werden sie mit einem speziellen, großen Messer, dem „Bolo“ mit einem gekonnten Schlag geknackt

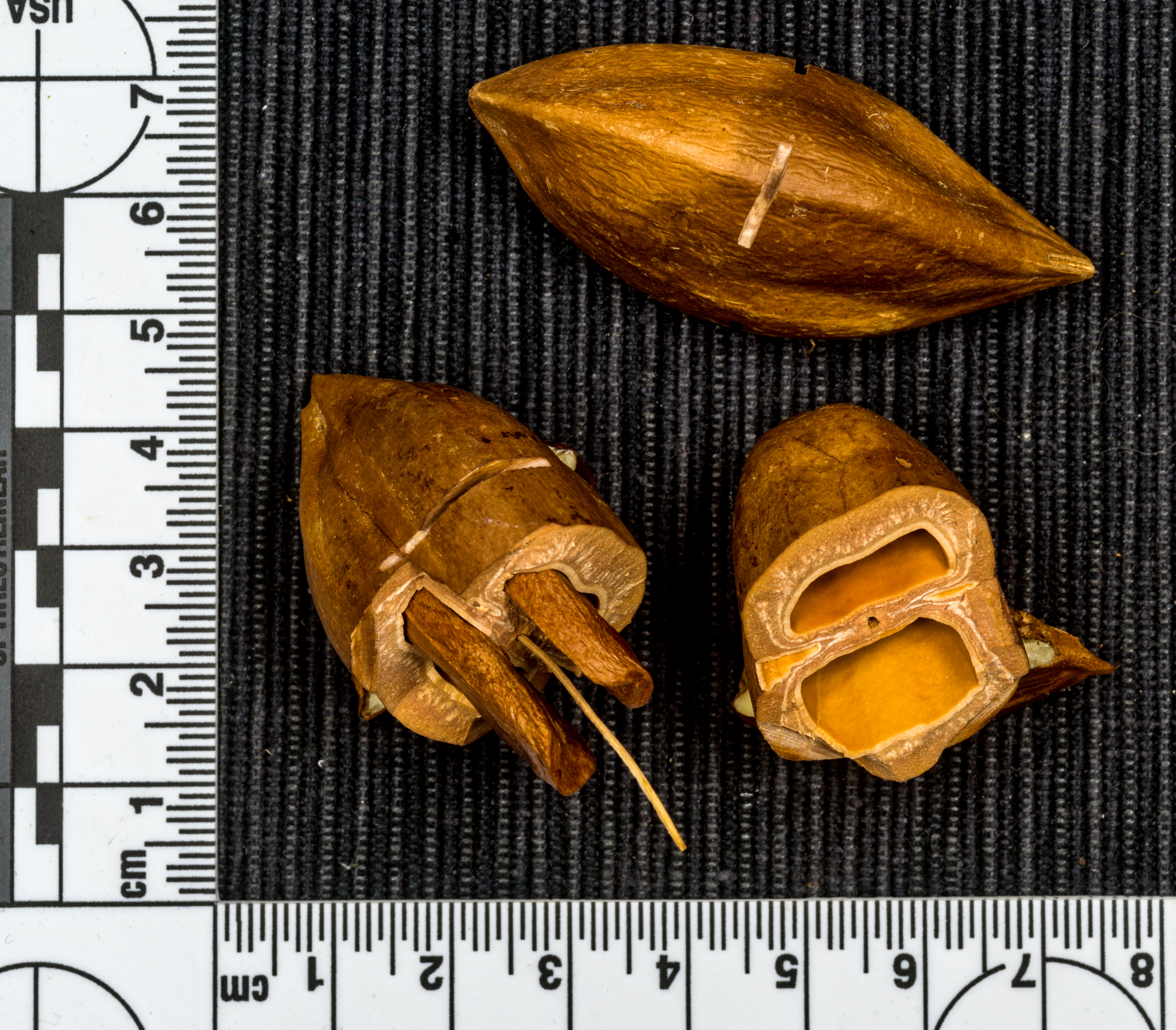
Ein zweisamiger Steinkern, angesägte Steinkerne, damit man sie öffnen kann

Canarium ovatum ist zweihäusig getrenntgeschlechtig diözisch. Es werden meistens männliche und weibliche Bäume ausgebildet, es sind aber auch männliche Bäume mit zwittrigen Blüten möglich. Gleichzeitig mit dem Austrieb neuer Blätter – auf den Philippinen liegt das zwischen März und Juni – werden an den Enden junger Zweige dicht zusammensitzende, achselständige, zymöse (schmal thyrsoide), 3 bis 12 Zentimeter lange Blütenstände gebildet, die einige nur sehr kurz gestielte Blüten enthalten. Die männlichen Blütenstände sind einiges größer. In den Blütenständen öffnen sich die Blüten von unten nach oben.
Die eingeschlechtigen Blüten sind flaumig behaart, bis zu 12 Millimeter lang und dreizählig. Die becherförmigen Kelche sind in den männliche Blüten bis zu 7 Millimeter und in den weiblichen Blüten 8 bis 9 Millimeter lang. Die drei Kronblätter sind 2 Zentimeter lang und 1 Zentimeter breit. In den männlichen Blüten sind die 2 × 3 fertilen Staubblätter etwas mit dem Diskus verwachsen, auch ist ein Pistillode vorhanden. In den weiblichen Blüten sind sechs Staminodien vorhanden und die drei Fruchtblätter sind zu einem dreikammerigen Fruchtknoten verwachsen; der Stempel ist etwa 7 Millimeter lang. Jede Fruchtknotenkammer enthält zwei Samenanlagen, aber meist nur eine davon entwickelt sich weiter. Die Blüten öffnen sich zwischen 16 und 18 Uhr und gleichzeitig oder kurz danach wird der Pollen frei und die Narben sind bestäubungsfähig. Die Bestäubung erfolgt durch Insekten (Entomophilie). Die Befruchtungsrate beträgt etwa 85 %. Wenn die Bestäubung erfolgreich war, beginnt sich nach etwa einer Woche der Fruchtknoten zu vergrößern und die Kronblätter fallen ab.

### Frucht und Samen
Bei Sämlingspflanzen tragen die Bäume nach fünf bis sechs Jahren, bei vegetativ vermehrten Pflanzen schon drei bis vier Jahre nach dem Pflanzen Früchte. Von der Bestäubung bis zur Fruchtreife dauert es etwa zehn Monate. Die Steinfrucht ist mit einer Länge von 3,5 bis 7 Zentimeter und einem Durchmesser von 2,3 bis 3,8 Zentimeter eiförmig bis ellipsoid und im Querschnitt dreieckig. Bei Reife besitzen die Früchte ein Gewicht zwischen 15,7 und 45,7 g. Die Fruchthaut (Exokarp) ist glatt, dünn und glänzend; sie ist anfangs grünlich und färbt sich bei Reife pupurfarben-schwarz. Die Fruchtpülpe (Mesokarp) ist faserig, fleischig, dick und grünlich-gelb. Das lohfarbene bis schmutzig-braune, harte, dreikantige, abgeflachte und poröse Endokarp (Steinkern, Nuss) ist am unteren Ende spitz und am oberen Ende oft mehr oder weniger stumpf bis rundspitzig. Die innere Schicht des Endokarps bildet dicht um den meistens einen Samen herum einen dünnen, bräunlichen, faserigen Samenmantel. Einen großen Teil des Samengewichtes machen die zwei Keimblätter (Kotyledone) aus, etwa 4,1 bis 16,6 % des Fruchtgewichtes, und sie enthalten 8 % Kohlenhydrate, 11,5 bis 13,9 % Eiweiß und 70 % Fett. An manchen Bäumen sind die Samen bitter, faserig und besitzen einen Terpentingeruch.
Die Chromosomenzahl beträgt 2n = 46.

## Verwendung
Die Samen der Pilinüsse werden roh verzehrt oder mit Honig geröstet, ganz oder gemahlen zu Süßigkeiten verarbeitet. Aus den Samen kann ein Öl (Pilinussöl) gepresst werden, das hauptsächlich aus Ölsäure und Palmitinsäure zusammengesetzt ist. Der jährliche Ertrag eines Baumes, ab dem Alter von etwa 6 Jahren beträgt bis zu 32 kg Rohkerne. Das ölige Fruchtfleisch kann gekocht gegessen werden, auch kann daraus ein Öl gepresst werden. Junge Sprossen werden auch verzehrt.
Das Holz wird als Feuerholz verwendet, ebenso die holzige Schale um den Samen. Die porösen Steinkernschalen können als Pflanzensubstrat verwendet werden, ähnlich wie Blähton.

## Vorkommen
Canarium ovatum stammt von den Philippinen; er ist häufig und wild im südlichen Luzon und Teilen Visayas sowie Mindanaos in den unteren und mittleren Stockwerken der Urwälder.